# Merašice
Merašice (em húngaro: Merőce) é um município da Eslováquia, situado no distrito de Hlohovec, na região de Trnava. Tem 4,94 km² de área e sua população em 2018 foi estimada em 421 habitantes.

## Demografia
| Ano:        | 1994 | 2004   | 2014    | 2024   |
| ----------- | ---- | ------ | ------- | ------ |
| Broj ljudi: | 362  | 387    | 445     | 447    |
| Razlika:    |      | +6,90% | +14,98% | +0,44% |

| Ano:               | 2023 | 2024   |
| ------------------ | ---- | ------ |
| Número de pessoas: | 438  | 447    |
| Diferença:         |      | +2,05% |